# Augier Alexandre Leremboure
Pour les articles homonymes, voir Leremboure.
Augier Alexandre Leremboure est un homme politique français né le 14 janvier 1799 à Saint-Jean-de-Luz (Basses-Pyrénées) et décédé le 10 avril 1868 à Saint-Jean-de-Luz.

## Biographie
Avocat à Pau, puis à Bayonne après 1830, il y devient conseiller d'arrondissement et juge suppléant. Sous-commissaire du gouvernement provisoire en février 1848, il est député des Basses-Pyrénées de 1848 à 1849, siégeant au centre.